# Finocchiona

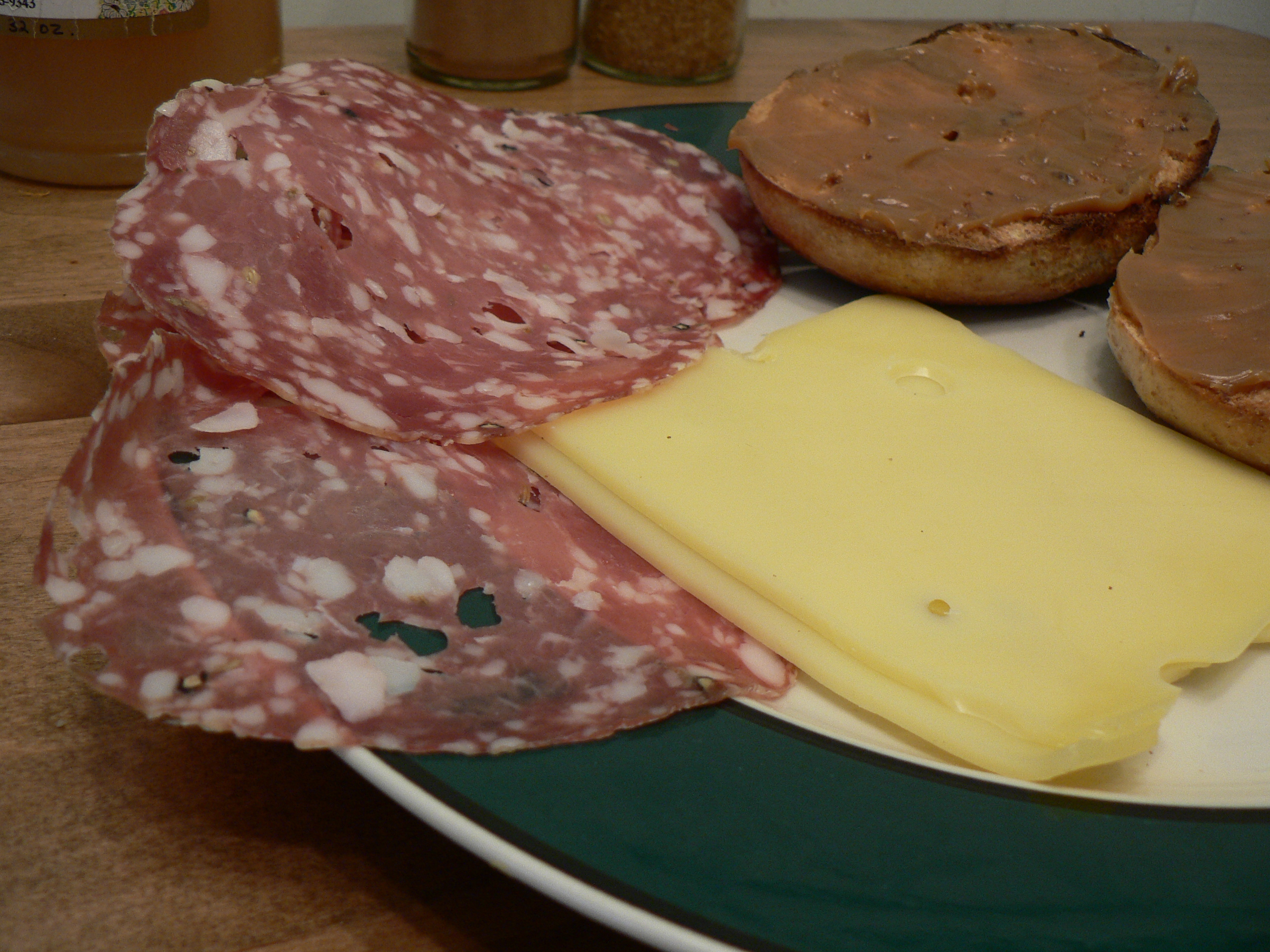
Finocchiona gigante.

La finocchiona es un fiambre típico toscano hecho con carne de cerdo picada condimentada con semillas de hinojo (finocchio en italiano; de aquí su nombre) que se baña en vino tinto.

## Características
Para su preparación se prefieren los cortes de la panza y la paletilla, y una larga maduración. Presente y difundida especialmente en la zona de Florencia (tanto Campi Bisenzio como Greve in Chianti reclaman su paternidad), se confecciona en un tamaño mayor que el de una salame clásico. También hay una variante llamada sbriciolona que es más fresca y se prepara con una pasta más gruesa, que al cortarla en rodajas se desmorona y resulta más irregular.